# Crenicichla mandelburgeri
Crenicichla mandelburgeri es una especie de pez perciforme de agua dulce que integra el género Crenicichla de la familia de los cíclidos. 

## Distribución geográfica
Este pez habita en el centro-este de América del Sur, en aguas de la cuenca del río Paraná en el este del Paraguay, en los arroyos Tembey, Pirayuy, Pirapó y Poromoco. 

## Taxonomía y especies similares
Fue descrita para la ciencia en el año 2009 por el ictiólogo Sven O. Kullander.
El ejemplar holotipo es el: MHNG 2691.043, una hembra adulta, de 82,5 mm de longitud estándar; con localidad tipo en: Paraguay, Departamento de Itapúa, arroyo Tembey, aguas arriba de las cascadas. Fue colectada entre el 1 y el 3 de noviembre de 1982, durante la expedición del Museo de historia natural de Ginebra.
Las especies más parecidas a esta son Crenicichla niederleinii, C. mucuryna y C. jaguarensis; de estas se distingue por su tamaño más pequeño —114 mm de longitud estándar en los machos, 82,5 mm en las hembras—, por su bajo número de escamas, y detalles en su patrón de coloración.